# Rotterdam (New York)

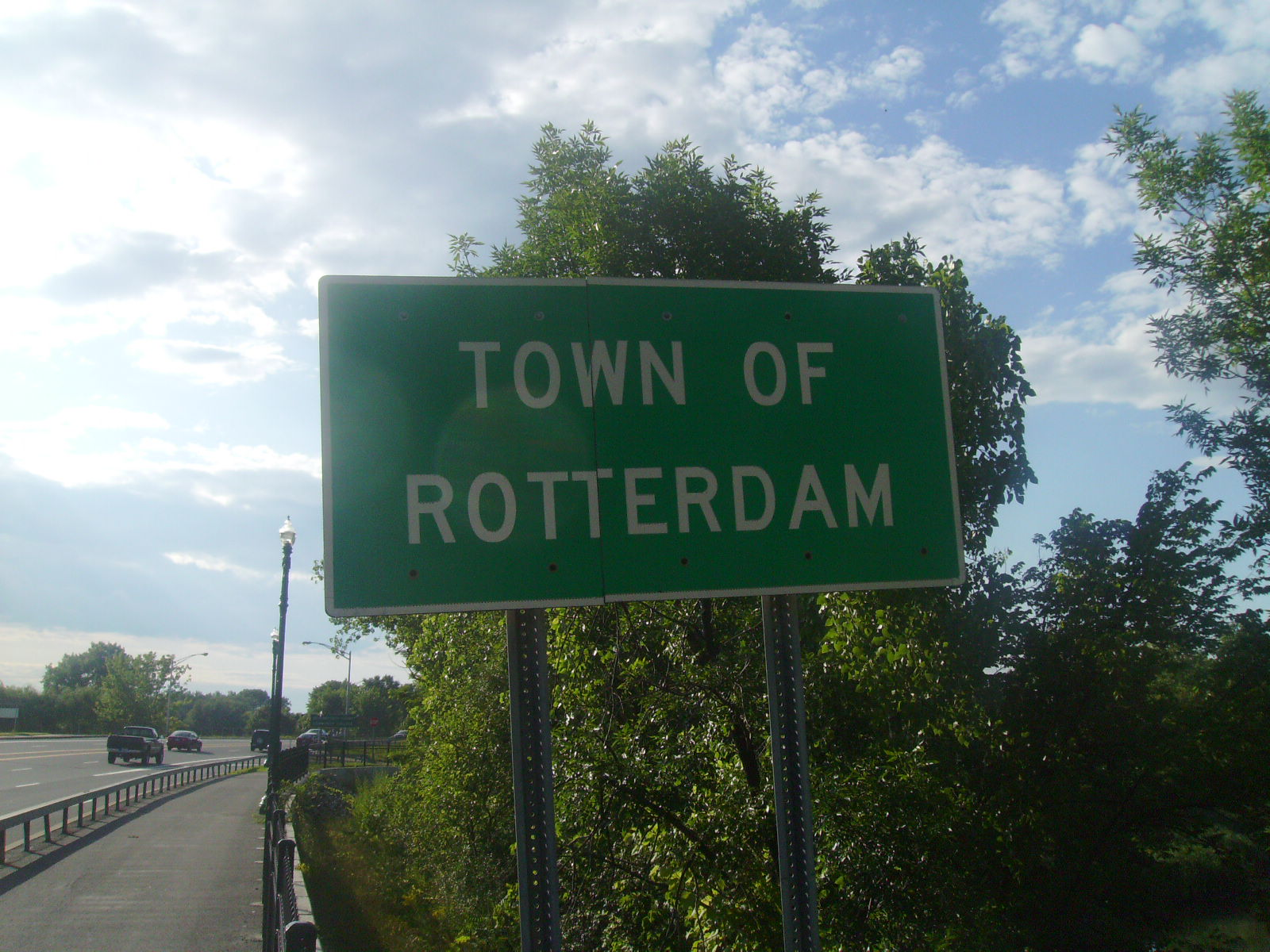
Town of Rotterdam sign on NY 5W

Rotterdam is een plaats in Schenectady County in de Amerikaanse staat New York. Bij de volkstelling van 2020 had het 30.523 inwoners.
Rotterdam is een voorstad van de stad Schenectady.

## Geschiedenis
De plaats werd gesticht door Nederlanders die vanuit Rotterdam naar de staat New York waren geëmigreerd. In de zomer van 1661 vroeg Arant Van Curler, leider van de eerste nederzetting, bij gouverneur Stuyvesant toestemming om zich te vestigen op de grote vlakten ten westen van Schenectady.
Gelegen nabij het oostelijke uiteinde van de Heritage Corridor van de staat New York aan wat bekendstaat als de "Gateway to the West", is de stad Rotterdam nauw verbonden met de vroege ontwikkeling van Schenectady. In die tijd diende de huidige stad Rotterdam als afgelegen landerijen en bospercelen voor de kolonisten. Op enkele uitzonderingen na vestigden deze kolonisten zich binnen de palissade in Schenectady, maar overdag gingen ze naar hun landerijen.
Het land dat nu bekendstaat als Rotterdam werd de derde afdeling van Schenectady toen die stad in 1798 werd ingelijfd. Rotterdam behield die status toen het graafschap Schenectady in 1809 werd gecharterd. In mei 1819 adviseerde de gemeenteraad om de derde en vierde wijk als steden te scheiden, en op 31 december werd een petitie aan de wetgevende macht van de staat opgesteld. De wetgeving werd aangenomen op 14 april 1820, de laatste dag van de wetgevende zitting, waardoor de town Rotterdam ontstond.
In 1821 waren er volgens de annalen twee kerken, zeven scholen, 433 kinderen tussen 5 en 15 jaar oud, 9 wind- en watermolens en een papierfabriek.
In 1820 had Rotterdam 1.529 inwoners, in 1900 waren dit er al 7.711, in 1950 was dit opgelopen tot 19.762 en in 2000 tot 28.316
.

## Overig

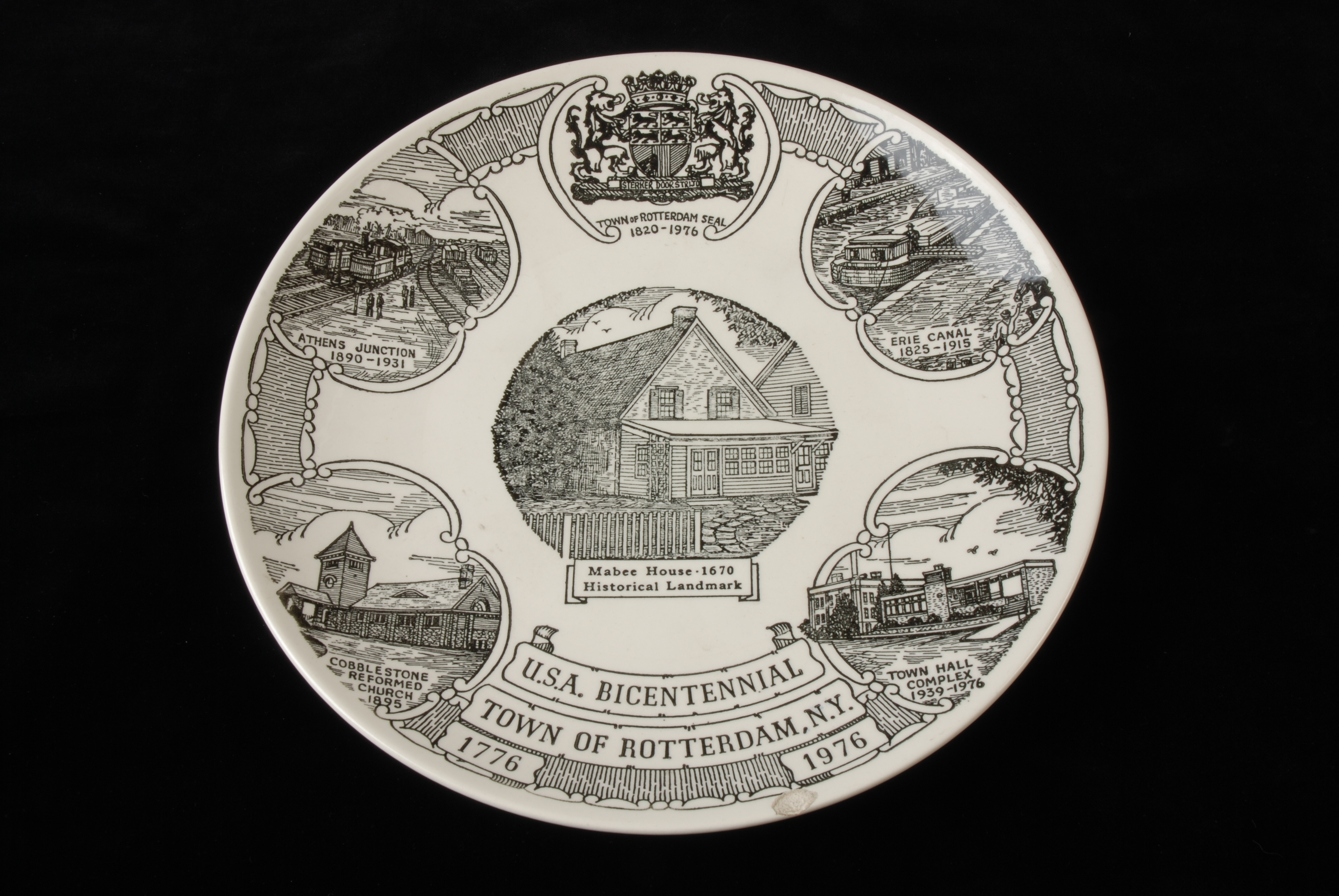
Witte schotel U.S.A. BICENTENNIAL TOWN OF ROTTERDAM, N.Y. 1776-1976 met in zwart wapen en stadsgezichten

Rotterdam, opgericht als een 'first class town' in 1942, heeft sindsdien het wapen van het Oude Wereld Rotterdam aangenomen, samen met het motto 'Sterker door strijd'. Door dit motto ijverig toe te passen, ziet Rotterdam de toekomst met vertrouwen tegemoet.
Rotterdam is van oudsher een goede stad voor honkbal. Jarenlang brachten ze teams voort die het goed zouden doen in de Little League-toernooien en Babe Ruth-toernooien. Ze zouden zelfs een team hebben om een nationaal kampioenschap te winnen in de laatste.

## Plaatsen in de nabije omgeving
De onderstaande figuur toont nabijgelegen plaatsen in een straal van 12 km rond Rotterdam.